# Arthrogorgia ijimai
Arthrogorgia ijimai is een zachte koraalsoort uit de familie Primnoidae. De koraalsoort komt uit het geslacht Arthrogorgia. Arthrogorgia ijimai werd in 1907 voor het eerst wetenschappelijk beschreven door Kinoshita. 